# روسلانا پیسانکا
روسلانا پیسانکا (اوکراینی: Руслана Писанка؛ زادهٔ ۱۷ نوامبر ۱۹۶۵) بازیگر و فیلم‌بردار اوکراینی بود. او مجری چندین برنامه تلویزیونی بود و در چند فیلم‌ و سریال بین‌المللی از جمله با آتش و شمشیر (فیلم)، با آتش و شمشیر (مجموعه تلویزیونی)، ظاهر شد. پیسانکا به عنوان مجری اصلی پیش‌بینی آب و هوا در کانال اینتر شهرت داشت.
پیسانکا در ۱۹ ژوئیه ۲۰۲۲ در سن ۵۶ سالگی در کایزرسلاوترن آلمان درگذشت.